# ミュージックホール
ミュージックホール（英語: Music hall）とは、客に対し音楽を提供する娯楽施設である。
本来、桟敷席があるオペラ劇場などを示したが、欧米においてはカフェなども含まれ、現在においては、ライブハウスなどの大衆的な多目的ホールを示すことがある。
音楽ばかりではなく、寸劇、手品、漫談、バレエなどが提供されることがある。

## ミュージックホールを舞台とした作品

### 映画
- 『チャップリンの寄席見物』（1915年）
- 『ライムライト』（1952年）

### 舞台
- 『39 Steps』（2024年）[2]